# Vrangforestilling
Se også: Vrang (flertydig).
En vrangforestilling (græsk:παράνοια paranoia af παρὰ, parà = "ved siden af" og νοῦς, noûs = "forstand") er en indre overbevisning, der mangler forankring i virkeligheden.
De fleste psykotiske patienter lider af vrangforestillinger, men indholdet i forestillingen behøver ikke at være så specielt. En patient kan være overbevist om at lide af en alvorlig sygdom - en bekymring, patienten deler med en stor del af menneskeheden, og som rent faktisk rammer de fleste i tidens løb. Der er først tale om en vrangforestilling, når patienten afviser lægens forsikringer om, at han intet fejler, samt de laboratorieundersøgelser, der viser det samme. Vrangforestillinger bliver sygelige, når disse tanker tager uforholdsmæssig megen plads op, afgør personens adfærd og ikke lader sig korrigere af korrekt information. Når omgivelserne ikke er enige i den syges opfattelse, kan den syge hævde, at de er med i et komplot.

## Forskellige former for vrangforestillinger
Afhængigt af den dominerende vrangforestilling kan man skelne mellem diverse typer:
- Selvhenførende forestillinger: Man bliver overvåget eller udspioneret. Andre gør tegn til hinanden bag ens ryg. Der hentydes til én i TV eller aviser. Begivenheder er bevidst tilrettelagte for at sende et skjult budskab. Personer er ikke dem, de giver sig ud for at være.

- Forfølgelsesforestillinger (eller persekutoriske vrangforestillinger): Efterstræbelse fra efterretningstjenester, fagforeninger, internettet, myndighedspersoner, filmstjerner, TV-værter eller rockere. Nogen forsøger at forgifte én.

- Storhedsforestillinger: At være kejser, Jesus, statsminister, Gud, psykiater. Eller negativ storhed f.eks. at være Satan eller årsag til alle ulykker.

- Kropslige vrangforestillinger: Legemsdele er udskiftet med proteser; der er parasitter under huden eller indopereret en chip; hjernen er forsvundet eller blevet byttet ud eller gensplejset.

- Bizarre vrangforestillinger (fuldstændig umulige og kulturelt uacceptable overbevisninger): Mit hjerte er blevet ombyttet med en sten, der pumper blodet rundt. Jeg er født på en fremmed stjerne. Jeg er 3001 år gammel. Jeg er mor til alle mennesker i denne by, og de blev født samtidig.

Patienter i færd med at udvikle en psykose, kan veksle mellem at være ambivalente (tvivlrådige) over for deres forestillinger og meget utilbøjelige til at opgive disse, selv når man forklarer dem det umulige eller usandsynlige i deres oplevelser.

## Vrangforestillinger gennem tiderne
Forestillingerne har skiftet gennem tiderne, og udformes af perioden, patienten lever i. Fx var forestillinger om at være forfulgt af efterretningstjenesterne CIA og KGB mere udbredt under den kolde krig 1950-1990, end det er i dag. 
I 1700-tallet var vrangforestillingerne oftere af religiøs karakter. I Rendalen boede en Olav Tollefsen Fiskvik, der en julidag i 1721 tog sin syvårige søn Halvor med ud i skoven under påskud af at skulle hente bark og nye emner til økseskaft. Fiskvik tog derfor en økse med. Drengens mor blev urolig og sendte sin datter efter dem; men stedfaren truede pigen med øksen. Hånd i hånd gik far og søn ind i skoven, hvor Fiskvik bad drengen om at samle noget brænde og lægge det i en bunke. Med øksen huggede han så sin søn, så han faldt og blev liggende. Fiskvik ville så sætte ild til brændet og berede Gud et brændoffer, men hans fyrtøj var dårlig, så han opgav og gik hjem. Sønnen lod han ligge. Da tjenestekvinden på gården sagde, at Gud ikke forlanger den slags ofre, indså Fiskvik det forfærdelige, og bad om at dø. I retten sagde han, at han havde hørt en prædiken om Abraham og Isak 3-4 år tidligere. Det hedder i 1. Mosebog, kapitel 22, at Gud ville "friste" Abraham til at ofre sin eneste søn på et bål. Abraham havde vist sin lydighed og stod parat til at knivstikke sin søn, da Gud sendte en engel, der fik ham standset. Efter den prædiken havde Fiskvik ikke kunnet slippe tanken på, at også han måtte ære Gud på samme vis, da Halvor også var hans eneste barn. I Christian 5.s norske lov fra 1687 hed det, at drab begået i "vildelse" eller "raseri" ikke medførte dødsstraf. Fogden på tingstedet spurge almuen til råds i sagen. Folk fortalte, at Fiskvik havde veret i "uroelige Tancker tilforn". Fogden mente, familien burde have grebet ind langt tidligere. Da konen hverken havde kræfter eller råd til at holde sin mand fængslet på gården, blev det Fiskviks far, der måtte spærre ham inde på livstid på sin gård Akre, til sønnens død i 1751. 
I 1800-tallet drejede forestillingerne sig mere hyppigt om sex og skamfølelse. En 26-årig bonde blev i 1861 fundet i sin seng på Gaustad sygehus, tyggende på laser af sin egen hud, mens han forklarede, at han havde hørt befalende børnestammer fra taget. "Kristus vandt med ære, hans navn velsignet være!" råbte han, da han blev syet sammen. Han påstod at have haft sex med køer som barn, og senere onaneret. Derfor havde børnestemmerne straffet ham, så han havde revet sin pung af, og spist sine testikler. 
Dysmorfofobi - en subjektiv oplevelse af, at formen på ens krop ændres, uden at andre kan se nogen forskel  - førte til, at en stilfærdig 54-årig kvinde tog sit liv på Akerhus fæstning i 1857. Hun havde bedt en veninde om at sørge for en obduktion, da hun var overbevist om, at et dyr var trængt ind i hendes krop via mælk, hun havde drukket. Hun mente at føle dyrets bevægelser i brystet og gennem halsen op i hovedet. Men da hun fik indtryk af, at lægerne lo af hende, havde hun ikke sagt mere om det. Følelsen af at blive invaderet ændrede sig i 1900-tallet i retning af at være "bestrålet". En 42-årig sygeplejerske, der blev indlagt i mellemkrigstiden, mente sig udsat for eksperimenter på Bærum sygehus, hvor lægerne angiveligt havde "flået hende elektrisk" og tappet hende for flere liter blod for at skabe indtryk af, at hun døde som følge af en mislykket abort; hun var overbevist om, at flere kvinder var taget af dage. Fra 1980'erne præges vrangforestillingerne hyppigt af en idé om avanceret overvågning - fx ved hjælp af chips indopereret under huden - og omfattende konspiration. Mange patienter tildeler sig selv en betydningsfuld rolle som brikker i et vigtigt spil eller som prøvekaniner i hemmelige forskningseksperimenter. 